# 別列茲尼亞基 (霍羅爾區)
49°51′40″N 33°1′1″E / 49.86111°N 33.01694°E
別列茲尼亞基（烏克蘭語：Березняки）是位於烏克蘭中部波爾塔瓦州裏盧布內區的村莊，處於蘇拉河畔，分別距離布爾拉基1.5公里和塔拉西夫卡2.5公里，海拔高度91米，2001年人口884。